# Christoph Franck
Christoph Franck (* 26. Oktober 1642 in Nürnberg; † 11. Februar 1704 in Kiel) war ein deutscher evangelischer Theologe.

## Leben
Geboren als Sohn des Ratssekretärs der Reichsstadt Wolfgang Franck und seiner Frau Apollonia Kegst († 24. Mai 1663 in Nürnberg), erhielt er bereits in zarter Jugend eine gründliche Ausbildung und kam auf die Universität Altdorf. 1661 zog er auf die Universität Rinteln, kam 1663 zurück nach Nürnberg und unternahm von dort eine Bildungsreise, die ihn an die Universität Jena, an die Universität Wittenberg, an die Universität Leipzig und an die Universität Helmstedt führte.
Am 22. April 1665 wurde er durch Herzog Christian Albrecht von Schleswig-Holstein-Gottorf als Professor der Logik und Metaphysik an die neuerrichtete Universität Kiel berufen. Nach einer kurzen weiteren Auslandsreise, die durch die wichtigsten Städte des Römischen Reiches führte, fand er sich in Kiel ein und wohnte der dortigen Einweihung der Kieler Hochschule am 5. Oktober 1665 bei.
1666 übertrug man ihm zudem eine außerordentliche theologische Professur, er wurde 1675 ordentlicher Professor und schließlich 1694 Professor primarius an der theologischen Fakultät und Prokanzler der akademischen Hochschule. Zudem wurde er 1701 durch Herzog Friedrich IV. von Schleswig-Holstein-Gottorf zum Oberkonsistorialrat am erweiterten Oberkonsistorium berufen. Seine Schriften wurden auch von seinen Gegnern geachtet, Berufungen nach Helmstedt, Altdorf und Jena lehnte er ab. Er starb an den Folgen von Skorbut im Alter von 61 Jahren und wurde am 24. Februar 1704 in der Kieler St. Nicolaikirche beigesetzt.

## Familie
Franck heiratete am 3. September 1666 Catharina († 1693), die Tochter des Doktors der Medizin und herzoglichen Leibarztes Matthias Clausen und Schwester von Johann und Bernhard von Clausenheim. Aus der 27 Jahre währenden Ehe sind drei Söhne hervorgegangen. Bernhard Matthias Franck († 1701) wurde Doktor der Medizin und Professor an der Universität Kiel, Wolfgang Christoph Franck wurde Theologe in Kiel und Paul Franck starb am Tag seiner Geburt.